# Gaia Online
Gaia Online er et anime-inspireret online forum, spil og chat side. Den blev åbnet for offentligheden 18. februar 2003 af Gaia Interactive, en gruppe tidligere kendt som AniHQ, bestående af Lanzer og nogle af hans venner. Gaia Interactive har fastslået at siden altid vil være gratis at benytte.
Brugere på siden, kendt som Gaians, kan lave deres egen avatar som kan ændres efter eget ønske, som de kan købe tøj og udstyr til ved hjælp af Gaia Guld, som tjenes ved at kigge sig omkring på siden, spille spil, og poste i forummene. Selvom Gaia originalt blev skabt for at folk med fælles interesser kunne mødes og chatte, spille rollespil, og slippe lidt væk fra deres hverdag, er siden med tiden blevet mere fokuseret på guldet. Selvom der stadig findes områder i forummene hvor folk skriver ordentligt, mener mange brugere at Gaia efterhånden er blevet overbefolket med analfabeter, og trolle.
Selvom siden er gratis, har administratorerne fundet andre måde at få indtægter på – disse inkludere ikke mindst salg af diverse plakater, T-shirts, hatte, andre ting med Gaia som tema. Brugere kan også donere til Gaia og få donation letters, som åbnes på en speciel dato hver måned for at udgive specielt udstyr til brugernes avatarer.

## Virksomheds Information
Som mange andre sider, har Gaia Online valgt donationer skal udgøre størstedelen af de indtægter der holde siden kørende. Som en tak til de brugere der donere, valgte administratorerne at introducere donation items i Juni 2003. Brugerne modtager et Donation Letter for hver $2.50 de donere. Et donation letter giver brugeren et valg mellem to donation items, og kan blive åbnet efter den 15. i den måned det hører til.
Originalt hed hjemmesiden Go-Gaia, men i Maj 2004 annoncerede administratorerne at sidens navn officielt blev ændret til Gaia Online.
I Juni 2006 blev det reporteret at Gaia Online modtog støtte gave fra Benchmark Capital og Redpoint Ventures.
Optil August 2006 har siden 5 gange ændret udseende. Det nyeste design blev introduceret den 20. juni 2006 og gennemgår stadig små ændringer.
Gaias "mål", målgruppe, og tema har været debatteret blandt dens brugere siden dens åbning i 2003. Originalt blev siden startet som en informations hjemmeside med en linkliste, men det blev angivet af Derek Liu (brugernavn "Lanzer"), grundlæggeren, at siden bevægede sig over mod at blive mere social og med flere spil..

## Grundlæggende
Hver bruger kan have en avatar pr. brugerkonti, men der er dog ingen grænse for hvor mange brugerkonti man må have. Omkring 58% af brugerne er 13-16, 26% omkring de 17-20, og de sidste 16% er 12 og under eller 20 og ældre, selvom de førnævnte aldersgrupper sjældent ligges mærke til.
Når man opretter en avatar kan brugeren ændre den ved at vælge køn, hud og øjenfarve, og frisure og hårfarve. Frisure og hårfarve kan blive ændret ved at betale varierende priser med Gaia Guld i Salon Durem. For at skifte hud eller øjenfarve bliver man dog nødt til at slette sin avatar, og derefter skabe en ny. Brugere kan spille mini spil for at tjene forskellige slags spil valuta, så som Gaia guld, kasino billetter, and universitets kredit. Andre aktiviteter kan være at poste i forummene sammen med andre brugere og deltage i konkurrence i arenaerne, eller ved blot at kigge sig omkring på siden. Man kan også modtage items via 'Daily Chance' og tilfældige 'Rare Events', hvor brugeren enten modtager en slags kasse eller en kiste, som kan sælges via Markedspladsen, byttet til andre brugere, eller åbnes.
Når en bruger første gang logger på deres Gaia brugerkonti modtager de et starter sæt, som indeholder tøj og møbler – brugerne kan vælge mellem tre forskellige temaer for deres sæt – Warm, Neutral, eller Cool. Der har også været en ny bølge, kaldet Snuggle, med Icy, Berry og Citrus versioner. Når en bruger har tjent nok valuta, kan de købe yderligere ting i NPC Butikkerne, eller fra andre brugere via markedspladen. De kan også vælge at gemme deres guld og 'queste' indtil de har nok til at købe dyre items – disse er ofte donation items, tilfældige rare event items, eller bare meget dyre items. Gaians er også kendt for at 'queste' efter avatartegninger, eller kæledyr (items til avatar, eller bruger lavede tegninger).
Gaians kan kigge på og kommentere andres profilsider, snakke via private beskeder, tilføje folk til deres venneliste, chatte i forummene, spille forskellige spil, og udforske og være sociale i Towns.
Hvis en Gaian bryde reglerne der står i Gaia Terms of Service eller i Rules and Guidelines vil deres brugerkonti blive blokeret i en periode fra en uge og op til permanent, alt efter hvilken regel der er brudt, og hvor voldsomt brugeren har opført sig.
Gaia opdatere hele tiden siden med nye items, spil, avatar tilføjelse, plot opdateringer, og mere. Vigtige plot begivenheder kommer ofte sammen med en mindre manga tegneserie.

## Popularitet
30. januar 2009:
- Totalt antal beskeder: 1,483,085,200
- Registrerede brugere: 16,287,546
- Flest brugere online samtidig: 123,381 
 Onsdag 2. april, 2008 02:44 Central Standard Tid.

Antallet af beskeder i forummene bliver kraftigt forstørret af emner specielt lavet til at Bumpe, eftersom at skrive beskeder er en af måderne at tjene guld på. Denne aktivitet sker ofte i Chatterbox underforummet, som blev skabt til at chatte og hænge ud, men i de seneste år er blevet brugt til at Spamme og Bumpe.

## Fællesskab
Gaia Online er et fællesskab hvor brugerne kan chatte og kontakte hinanden via PMer (Private Beskeder) eller i de offentlige forum. Indtil august 2006 har Gaia 109 offentlige forum.

### Forum
Den centrale del af Gaia har altid været dets forum. Brugere kan diskutere seriøse debatter i Extended Discussion underforummet, eller sludre løs om alt og intet i Chatterbox underforummet. Der er underforum for mange ting på Gaia, og mange af dem er yderligere kategoriserede så folk med interesse i f.eks. kunst, kan snakke om deres favorit emne uden at se andre emner om f.eks. fodbold.
Det mest livlige forum er Chatterbox, eftersom det er det eneste sted hvor brugere kan spamme så meget de vil for at tjene Gaia Guld. Rollespils forummene er også meget aktive, eftersom at rollespil er, og forhåbentlig altid vil være, en integreret del af Gaia.

### Guilds
Brugere der har samme interesser kan, ved at betale en mængde Gaia Guld, skabe eller deltage i Guilde. Guilde handler ofte om et enkelt tema, som f.eks. Gaias plot, eller temaer der ikke har noget med Gaia at gøre, f.eks. for fans af virkelighedens kendte personer eller Anime/Manga elskere. Nogle Guilde er tilegnet specielle "mål", som f.eks. at regne ud hvad det næste der sker i Gaias plot er, hjælpe de fattigere Gaians i Gaia og/eller nyere spillere, spille rollespil, osv.
Forummene inden i Guildene kan gøres offentlige sådan at alle kan læse og skrive i dem, private så offentligheden kan læse men kun medlemmer kan skrive, eller skjulte så det kun er medlemmer der kan læse og skrive i dem. Guild Kaptajnen kan forfremme andre Guild medlemmer til Visekaptajner eller Hold Members, hvilket giver dem administrative kræfter.

### Private Beskeder
Privat Besked Systemet er et lille system identisk med e-mails – Det virker på samme måde som andre hjemmeside forum gør, ved brug af phpBB. Brugere kan skrive beskeder til andre brugere, modtage og læse beskeder fra andre brugere, gemme deres favorit beskeder i en folder, og endda blokere folk de ikke vil i kontakt med.

## Omgivelse
Gaias verden er placeret på planeten Gaia. På Gaia der byer som alle bygger på hver deres tema. Barton Town (Middelalder), Isle De Gambino (Tropisk), Durem (Europæisk), og Aekea (Industri). Der er også masser af små område mellem byerne, som kan indeholde spil så som at fiske, eller ved specielle lejligheder, så som i julen, kan de indeholde overraskelser og belønninger.
Disse områder er ofte først introduceret via plot opdateringer som involvere deres "opdagelse" eller "ødelæggelse". F.eks. Blev Barton Cliffs "opdaget" af nyhedsrapporter NPCen, Cindy Donovinh, i plot opdateringen den 1. april 2006.
I øjeblikket består Gaia af femten tilgængelige områder, men administratorerne har annonceret at flere områder vil bliver offentliggjort med tiden.

## Spillet
Der er mange aktiviteter Gaians kan lave for at nyde deres tid på Gaia. F.eks. kan brugere blive samlere af sjældne og dyre items, eller kan indsende deres tegninger i arenaen og have en chance for at blive belønnet for deres kreativitet og evner. Andre brugere nyder at kigge sig omkring på siden eller spille rollespil, mens andre måske hellere vil være ejere af deres egen mini butik i Minishop underforummet.

### Flash eller Shockwave spil
De fleste af spillene på siden er Flash eller Shockwave spil, hvilket kræver at brugeren har specielle programmer installeret på computeren. optil August 2006 er der 5 spil på Gaia: Fishing, Slots, BlackJack, Towns, og Word Bump. I hvert spil har du chancen for at vinde eller samle forskellige items eller valuta. F.eks. kan man i Gaia Kasino spillene Slots og BlackJack vinde Kasino Billetter, som kan bruges til at købe specielle kasino items.

### Plot
Det officielle Gaia Plot bliver præsenteret i en tegneserieform og bliver opdateret flere gange i løbet af året, mest ve specielle lejligheder så som Påske, Halloween, og Jul. Ved mange af disse lejligheder kan være del af historien ved at skrive i specielle Event Forumme – for dette bliver man ofte tildelt specielle items, men bliver dog ikke del af selve plottet.
Tidligere plot opdateringer har inkluderet:
- - Halloween 2k4, En Resident Evil parodi.
  - April Fools 2k5, Viste den åbenbare død af hele Gambino familien, sammen med deres rivaler.
  - The Return of Gino, optakt til Halloween 2k5.
  - Halloween 2k5, En direkte fortsættelse af forrige års Halloween, brugene fangede zombi kaniner indtil de selv blev zombier.
  - Christmas 2k5, En kamp mellem Jack (Halloweenens ånd), og Julemanden.
  - The Trial of Ian, Et domhus drama som gav baggrundsviden om butiksejerne der deltog i retssagen.
  - April Fools 2k6, Johnny Gambinos tilbagevenden.
  - We Are not Alone, optakten til Halloween 2k6, Da NPCerne overlevede sidste opdaterings begivenheder, tiltrak de uden at vide det rumvæsner til deres planet.

En meget sjældne tilfælde sker det at en bruger er med i plottets tegneserie, men for det meste er det de følgende personer der optræder i historien.
- - Johnny K. Gambino, Den "Mest Magtfulde mand i Gaia"
  - Gino Gambino, Arvingen af Gambino formuen. Er ofte kaldt for en prins, selvom hans far ikke har nogle officielle politiske kræfter. Han er forelsket i Sasha.
  - Ian, Butiksejeren af den første butik i Gaia, Barton Boutique. Han er også forelsket i Sasha.
  - Sasha, Butiksejerens af Gambino Outiffters, hun er en pjattet ø pige. Hun er fanget i en kærlighedstrekant mellem Gino og Ian.
  - Moira, Sashas bedste ven, og ejer af Durem Depot.
  - Cindy Donovinh, Gaias eneste nyhedsrapporter.
  - The Labtechs, En gruppe forskere der arbejder for Gambino.

Bipersoner inkludere andre NPCer, mest brugt til at give mere dybde i historien.
Ironisk nok finder den mest seriøse opdatering af plottet sted på Aprilsonarsdag, og for det ofte til at se ud som om det meste af Gaia er blevet ødelagt.

### Item Samling
Brugere kan vælge at samle på items. mange Gaians samler på sjældne, donation, og event items. Andre samler på insekter, affald, og blomster, som kan byttes til andre items. Selvfølgelig kan enhver bruger samle på lige hvad de vil – nogle brugere samle på grønne items, nogle på hovedbeklædning, nogle på avatartegninger givet til dem af andre brugere, osv.
Et hjem kan blive bygget efter at brugeren har valgt en fri grund i et af Gaia Towns nabolag, hvilket kræver en licens, som kan hentes i Aekeas Housing Commitee. Brugere kan ved at betale Gaia Guld, gøre deres hus større. maling, gulve, og møbler kan også købes eller vindes i Daily Chance, og placeres i ens hus.

### Donation System
Eftersom at Gaia er en gratis hjemmeside, kan ejerne ikke tjene nok på kun at sætte adds op. Tidligere i Gaias historie, blev Gaia udelukkende holdt ved lige af administratorernes egne indtægter og adds. Brugerne foreslog at de oprettede et donor system så siden på den måde fik bedre indtægter. Kort efter blev donor systemet indført. Når brugere donorer til Gaia, modtager de en item kaldet "Sealed Envelope". I starten har den intet formål, eftersom den kun kan sælges til andre brugere. Men når det bliver den 15. i måneden, ændres ens "Sealed Envelope" til et "Thank you Letter for..." som viser den måned og det år man modtog det. Dette brev indeholder en af to sjældne items af begrænsede parti, som kun kan fås den ene måned. Itemen kan købes og sælges som almindelige items, men bliver dyrere som tiden går. De mest brugte temaer for disse items er:
- - Hatte navngivet efter Internet slang udtryk, som f.eks. OMG, AFK, OMFG, BTK, og ORLY.
  - Angelic og Demonic items, som f.eks. Guitaren, glorier, og halstørklæder.
  - bamser af Gaian dyr, som f.eks. killinger, drager, og hundehvalpe.
  - Anime inspirerede items, designet til at ligne ting så som Soras Keyblade og Narutos pandebånd.
  - Den samme item i kontrast versioner, som f.eks. Lunar og Solar, eller God og Ond.
  - Våben, så som Sværd, stave, og Katanaer.
  - Items der engang tilhørte legendariske Gaians, som f.eks. et Security Blanket, og Maidens Veil.

Donation Items er nogle af de bedste items i Gaia at tjene Guld på, helt op til 5 millioner Gold for 03 items. Mange brugere donere store mængder af penge blot for at tjene Gold ved at sælge de items de modtager, hvilket gør dem til en stor del af spillet. Donation items er meget populære, pga. de er så sjældne, og at de ofte har flere forskellige måde at kunne placeres på ens avatar.
Itemene er ikke den eneste grund til at brugere donere. Meget sjældent bliver donere inviteret til at teste fremtidige dele af siden, som f.eks. Gaia Towns.

### Butikker
Som en tilføjelse til de allerede eksisterende NPC butikker, kan brugerne åbne deres egne butikker i markedspladsen for at sælge deres item til andre brugere. I NPC butikkerne kan brugerne kun købe almindelige items, mens man i de bruger skabte butikker kan finde spjældene, donation, og event items.

## Kritik
Administratoren har annonceret at Gaia Online er i Alpha stadiet i dens udvikling – der er dog ikke nogen fast plan for hvornår Gaia går ind i Beta stadiet, men det er blevet nævnt at dette vil ske når Gaia Battle System er færdigudviklet – og det bør derfor forventes at der opstår fejl af forskellige, irriterende slags, men der er dog stadig ofte kritik over den tid det tager at ordne nogle af fejlene, hvilket kan skyldes mangel på medarbejdere, eller dårlig samarbejde mellem medarbejdere og brugere.
Et eksempel på dette er en tøjfejl der er forsaget af nye muligheder i avatarsystemet. Nogle kombinationer af tøj bliver lagt ukorrekt ovenpå hinanden, med items der bliver placeret bag ved ens avatar når de skulle være foran, og afte dele af tøj eller hår der bliver usynligt. Selvom de fejl der gjorde ens avartar nøgen er blevet ordnet, er der stadig en del fejl. Nogle gange er der farvet grønne område på ens avatar. Andre gange, kan en brugere placere den samme item to gange, selvom de kun ejer en af dem.
Meget kritik skyldes donation item systemet, da mange brugere brokker sig over at de items der er givet til Gaians for at donere virkelige penge til siden, stiger alt for hurtigt i deres værdi af Gaia Guld. (F.eks. "Staff of the Angels", en donation item der startede med at være 5,000 Guld værd i oktober 2004, op til august 2006 har nået en værdi på mindst 90,700 Guld.) Administratorerne har nægtet at sætte en grænse for værdien af donation items, og vil hellere lade udbud og efterspørgsel styre priserne. Nogle brugere brokker sig også over at mange af donation itemene er efterligninger af copyrightprodukter fra populære anime- og videospil (Dette er dog ikke nyt, en af de første donation items er et pandebånd der minder om det man ser i Naruto), eller af ældre donation items, med det at de mener at administratorerne er 'for dovne' eller 'for arrogante' til at lave nye items, som deres grundlag for at brokke sig.

## Ekstern henvisning
- Officiel Gaia Online Hjemmeside Arkiveret 16. september 2006 hos  Wayback Machine (engelsk)